# Under mitt tunna skinn
"Under mitt tunna skinn" är en poplåt skriven av Patrik Isaksson och framförd av honom själv med "bandet" i Melodifestivalen 2008. Bidraget deltog i den tredje deltävlingen i Cloetta Center där den blev utslagen.

## Singeln
Singeln "Under mitt tunna skinn" släpptes den 28 februari 2008.

### Låtlista
1. Under mitt tunna skinn

Den 16 mars 2008 tog sig melodin in på Svensktoppen.

### Listplaceringar
| Lista (2008) | Topplacering |
| ------------ | ------------ |
| Sverige      | 10           |